# Final Four basket-ball NCAA
Le Final Four basket-ball NCAA est  la conclusion du Championnat NCAA masculin de basket-ball regroupant les meilleurs universités de la Division I de la NCAA. Le tournoi regroupe 64 équipes qui se joue à élimination directe et les 4 meilleures accèdent au Final Four (ou finale à quatre). Un autre tournoi basé sur la même modèle est organisé pour accueillir le Championnat NCAA féminin de basket-ball en parallèle.

## March Madness
Le tournoi final a lieu fin mars (d'où le nom March Madness), les équipes qualifiées sont les champions de conférence et d'autres équipes choisies par comité de sélection de la NCAA. Au total 64 équipes participantes du tournoi, elles sont regroupées en 4 groupes régionaux (Est, Ouest, Sud et Midwest). Les 4 vainqueurs des groupes régionaux sont alors qualifiés pour le Final Four qui se déroule généralement le premier week-end d'avril. Celui-ci constitue un événement majeur de la saison sportive universitaire américaine.

## Salles et stades hôtes du Final Four
Pour accueillir le Final Four masculin, la NCAA exige un stade plus de 60 000 spectateurs et qu'il soit adapté au basket-ball. La ville hôte doit disposer d'un nombre suffisant d'hôtels, un grand aéroport et une solide infrastructure de transport local pour accueillir de grandes foules.
Les futures éditions du Final Four sont en italique dans le tableau ci-dessous.
| Stade de football américain |

| Localisations                          | Salles/Stades                     | Final Four                                           | Nb. |
| -------------------------------------- | --------------------------------- | ---------------------------------------------------- | --- |
| Kansas City (Missouri)                 | Municipal Auditorium              | 1940, 1941, 1942, 1953, 1954, 1955, 1957, 1961, 1964 | 9   |
| New York (État de New York)            | Madison Square Garden (1925)      | 1943, 1944, 1945, 1946, 1947, 1948, 1950             | 7   |
| Louisville (Kentucky)                  | Freedom Hall                      | 1958, 1959, 1962, 1963, 1967, 1969                   | 6   |
| La Nouvelle-Orléans (Louisiane)        | Caesars Superdome                 | 1982, 1987, 1993, 2003, 2012, 2022                   | 6   |
| San Antonio (Texas)                    | Alamodome                         | 1998, 2004, 2008, 2018, 2025                         | 5   |
| Indianapolis (Indiana)                 | RCA Dome                          | 1991, 1997, 2000, 2006                               | 4   |
| Indianapolis (Indiana)                 | Lucas Oil Stadium                 | 2010, 2015, 2021, 2026, 2029                         | 3   |
| Atlanta (Géorgie)                      | Georgia Dome                      | 2002, 2007, 2013                                     | 3   |
| Houston (Texas)                        | NRG Stadium                       | 2011, 2016, 2023                                     | 3   |
| Glendale (Arizona)                     | State Farm Stadium                | 2017, 2024                                           | 2   |
| Los Angeles (Californie)               | Los Angeles Memorial Sports Arena | 1968, 1972                                           | 2   |
| Philadelphie (Pennsylvanie)            | Spectrum                          | 1976, 1981                                           | 2   |
| Minneapolis (Minnesota)                | Hubert H. Humphrey Metrodome      | 1992, 2001                                           | 2   |
| Seattle (Washington)                   | Hec Edmundson Pavilion            | 1949, 1952                                           | 2   |
| College Park (Maryland)                | Jones-Hill House                  | 1966, 1970                                           | 2   |
| Saint-Louis (Missouri)                 | St. Louis Arena                   | 1973, 1978                                           | 2   |
| Seattle (Washington)                   | Kingdome                          | 1984, 1989, 1995                                     | 3   |
| San Diego (Californie)                 | Pechanga Arena                    | 1975                                                 | 1   |
| San Francisco (Daly City) (Californie) | Cow Palace                        | 1960                                                 | 1   |
| Denver (Colorado)                      | McNichols Sports Arena            | 1990                                                 | 1   |
| Saint Petersburg (Floride)             | Tropicana Field                   | 1999                                                 | 1   |
| Atlanta, Géorgie                       | Omni Coliseum                     | 1977                                                 | 1   |
| Evanston, Illinois                     | Patten Gymnasium                  | 1939                                                 | 1   |
| Evanston, Illinois                     | Welsh-Ryan Arena                  | 1956                                                 | 1   |
| Indianapolis, Indiana                  | Market Square Arena               | 1980                                                 | 1   |
| Lexington, Kentucky                    | Rupp Arena                        | 1985                                                 | 1   |
| Détroit (Michigan)                     | Ford Field                        | 2009, 2027                                           | 1   |
| Minneapolis (Minnesota)                | Williams Arena                    | 1951                                                 | 1   |
| Kansas City (Missouri)                 | Hy-Vee Arena                      | 1988                                                 | 1   |
| Saint-Louis (Missouri)                 | The Dome at America's Center      | 2005                                                 | 1   |
| East Rutherford (New Jersey)           | Meadowlands Arena                 | 1996                                                 | 1   |
| Albuquerque (Nouveau-Mexique)          | The Pit                           | 1983                                                 | 1   |
| Charlotte (Caroline du Nord)           | Charlotte Coliseum                | 1994                                                 | 1   |
| Greensboro (Caroline du Nord)          | Greensboro Coliseum               | 1974                                                 | 1   |
| Portland (Oregon)                      | Memorial Coliseum                 | 1965                                                 | 1   |
| Arlington (Texas)                      | AT&T Stadium                      | 2014, 2030                                           | 1   |
| Dallas (Texas)                         | Reunion Arena                     | 1986                                                 | 1   |
| Houston (Texas)                        | Astrodome                         | 1971                                                 | 1   |
| Salt Lake City, Utah                   | Jon M. Huntsman Center            | 1979                                                 | 1   |
| Minneapolis, Minnesota                 | U.S. Bank Stadium                 | 2019                                                 | 1   |
| Atlanta, Géorgie                       | Mercedes-Benz Stadium             | 2020 (annulé), 2031                                  | 0   |
| Las Vegas, Nevada                      | Allegiant Stadium                 | 2028                                                 | 0   |